# Robert Morton Nance
Robert Morton Nance (Cardiff, aprile 1873 – Hayle, 28 maggio 1959) è stato un linguista e scrittore britannico, pioniere della rinascita della lingua cornica.

## Biografia

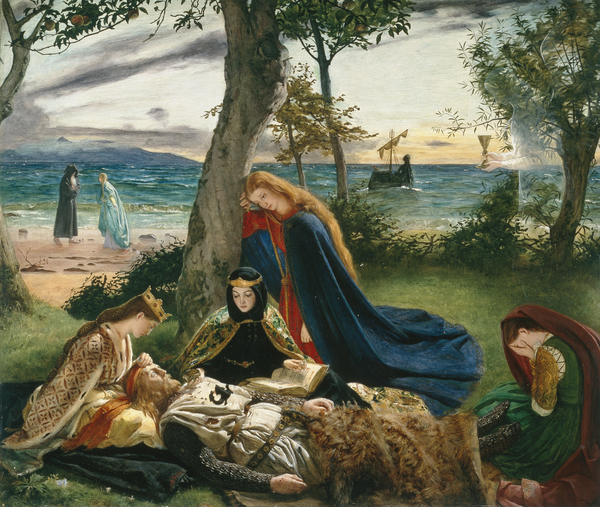
La morte di Re Artù di James Archer (1823-1904).

Robert Morton Nance nacque a Cardiff, in Galles, da genitori cornici. Nel 1906 si trasferì in Cornovaglia, nel villaggio di Nancledra nei pressi di St. Ives. Scrisse libri di poesie in lingua inglese fin dal 1898 in cui pubblicò The Merry Ballad of the Cornish Pasty (L'allegra ballata del pasticcio cornovagliese). Pubblicò riviste di cultura locale; fra le quali, dal 1925, Old Cornwall, organo della Federation of Old Cornwall Societies da lui fondata nel 1924, dopo aver fondato nel 1920 la prima Old Cornwall Society a St. Ives insieme al suo "maestro", il "padre della lingua cornica" Henry Jenner, del quale prese il posto dopo la sua morte in qualità di massima autorità per la rinascita dell'idioma locale. Nel 1928 istituì a Boscawen-Un il Gorsedh Kernow, il festival della lingua cornica la cui tradizione perdura ai nostri giorni; e dove adottò, in qualità di bardo, lo pseudonimo "Mordon" (onda marina). Dal 1951 al 1955 fu presidente del Royal Institution of Cornwall. 
Scrisse molti libri sulla lingua cornica.  Nel 1929 pubblicò il testo Cornish for All (Il cornico per tutti), per l'apprendimento della lingua secondo il modello cornico unificato da lui stesso realizzato, con l'importante collaborazione di A.S.D. Smith, basandosi sull'ortografia degli scrittori medievali, distanziandosi dal modello di Henry Jenner. Ma la sua creazione maggiore fu il dizionario, tuttora considerato strumento fondamentale  per la conoscenza dell'idioma. Compose molti versi in cornico, ad es. Lyver an Pymp Marthus Seleven (1939); e Nyns Yu Marow Myghtern Arthur (Re Artù non è morto), opera di carattere specificatamente revivalista, nella quale viene trattato il tema, molto popolare in Cornovaglia e non solo, della leggendaria immortalità di Re Artù.   
Fu anche un autorevole archeologo marino e fondò la Society for Nautical Research nel 1911. Mise a disposizione del pubblico le sue ottime ricerche e conoscenze sull'argomento pubblicando nel 1924 il libro Sailing-Ship Models. Studiò arte in Gran Bretagna e in Francia, e fu un valido pittore e artigiano.
Morì a Hayle il 28 maggio 1959. Riposa a Zennor, nel cimitero della chiesa di Santa Senara.